# Васил Божинов
Васил Атанасов Бошинов (юли./13 януари 1888 г. грег. в Хасково; † 16 ноември 1966 г. в Прага) е български композитор.
Бошинов учи при Макс Регер в Лайпциг от 1911 до 1915 г. и живее в Прага от 1918 г. Завършва композицията си в Пражката консерватория при Алоис Хаба през 1934/1935 г.
Композирал е 8 симфонии, от които първата е основана на четвърттоновата система, а останалите са додекафонични. Написва също фантазия за струнен оркестър, 2 концерта за цигулка, 16 струнни квартета, 3 струнни квинтета и пиеси за пиано.